# Aizawl FC
Der Aizawl Football Club ist ein indischer Fußballverein aus Aizawl, der Hauptstadt des indischen Bundesstaats Mizoram. Aktuell spielt der Verein in der zweiten Liga, der I-League.

## Geschichte
Gegründet wurde der Verein im Jahr 1984. In den Folgejahren nahm der Verein an verschiedenen Wettbewerben für Amateurmannschaften teil. Im Januar 2012 erfolgte ein einschneidender Wechsel in der Clubgeschichte: Seitens der All India Football Federation (AIFF), dem indischen Fußballverband, wurde dem Club die Lizenz für die zweithöchste indische Spielklasse erteilt, die I-League 2nd Division. Damit wechselte der Aizawl Football Club offiziell vom Lager der Amateure ins Profilager.
Zum Ende der Spielzeit 2015 feierte der Club die Meisterschaft in der I-League 2nd Division. Das bedeutete den Aufstieg in die 2007 gegründete I-League, neben der 2014 gegründeten Indian Super League die höchste Liga in Indien. Damit waren sie das erste Team aus Mizoram, dem der Sprung in eine der beiden höchsten Klassen gelang.
Nach seiner ersten Saison 2016 in der I-League war der Aizawl FC eigentlich sportlich abgestiegen. Da sich allerdings der Salgaocar Sports Club und der Sporting Clube de Goa aus der Liga zurückzogen, durfte der Verein als Ersatz in der Liga verbleiben. Beim Federation Cup der All India Football Federation erreichte der Club dagegen 2015/16 das Finale, in dem sich jedoch Mohun Bagan AC mit 5:0 durchsetzte.
Anschließend feierte der Verein in der Saison 2017 seine erste und bislang einzige Meisterschaft. Nach 18 Saisonspielen – darunter acht Siege im eigenen Stadion und drei Siegen auswärts – stand der Club mit 37 Punkten an der Tabellenspitze. Der direkte Verfolger Mohun Bagan AC kam auf einen Punkt weniger. Mit der Meisterschaft errang der Club das Recht an der Qualifikation zur AFC Champions League teilzunehmen. Gegner in der Play-off-Runde war Zob Ahan Isfahan aus dem Iran. Allerdings scheiterte der Verein in der Qualifikation durch eine 1:3-Niederlage, wodurch er im AFC Cup weiterspielen durfte, dem nach der Champions League zweitwichtigsten kontinentalen Wettbewerb für asiatische Clubs. Nach vier Niederlagen bei je einem Sieg und einem Unentschieden war der Wettbewerb für Aizawl FC jedoch nach der Gruppenphase beendet.

## Erfolge
- Indischer Meister: 2017
- Meister der Zweiten Liga: 2015
- Federation Cup: Vizepokalsieger 2016

## Trainerchronik
| Trainer           | Nation        | von               | bis               |
| ----------------- | ------------- | ----------------- | ----------------- |
| Hmingthana Zadeng | Indien        | 1. Juli 2014      | 20. August 2015   |
| Manuel Retamero   | Spanien       | 20. August 2015   | 7. Februar 2016   |
| Jahar Das         | Indien        | 7. Februar 2016   | 8. November 2016  |
| K Malsawmkima     | Indien        | 8. November 2016  | 20. Dezember 2016 |
| Khalid Jamil      | Indien Kuwait | 20. Dezember 2016 | 1. August 2017    |
| Paulo Menezes     | Portugal      | 1. August 2017    | 1. März 2018      |
| Santosh Kashyap   | Indien        | 13. Februar 2018  | 21. Juni 2018     |
| Gift Raikhan      | Indien        | 22. Juni 2018     | 9. Januar 2019    |
| Stanley Rozario   | Indien        | 9. Januar 2019    | 18. Januar 2021   |
| Yan Law           | Indien        | 19. Januar 2021   | 1. April 2021     |
| Yan Law           | Indien        | 19. Oktober 2021  | 31. Mai 2022      |
| Stanley Rozario   | Indien        | 24. August 2022   | 7. Dezember 2022  |
| Caetano Pinho     | Indien        | 9. Dezember 2022  |                   |
| Erol Akbay        | Niederlande   | 2. September 2023 |                   |